# Birthday 1992〜1995
「Birthday 1992〜1995」(バースデイ 1992-1995)は、JIGGER'S SONのセレクションアルバム。

## 概要
前作『JIGGER'S SON』とそれに伴うライブツアーの出来に大きな手応えを掴んだメンバーの「ここまでの達成感、次に進むための成長の証を残したい」との思いを反映した。今作のために録り下ろされた楽曲に加え、既発表曲の全てに山内隆義によるリミックスが施され、楽曲によっては構成や音数が大幅に変更されている。収録曲は楽曲制作順に並んでおり、ライナー巻末には作詞作曲を手がけたさとるが楽曲解説を執筆した。「バンドの到達点毎にBirthday2,3,4と作っていきたい」との発言もあったがその後実現していない。

## 収録曲
1. 顔を上げて
シングルバージョンはアルバム初収録。
2. お宝
シングルバージョンはアルバム初収録。
3. 君は泣かないと約束した 
アマチュア時代のカセットアルバム『僕の宝物』収録曲。今回新録した。
4. 月
5. うわさのディレイ
タイトルの「うわさ」は漢字から変更。
6. 迎えにゆくよ
7. 流れ星が見える丘
弦楽四重奏による新録で、さとる以外のメンバーは参加していない。
8. 大丈夫
9. 君が降らせた雨
10. 迷える子羊
11. また明日
アコースティックバージョンによる新録。
12. 缶ビール
13. さよならは僕が言う